# Marta Sansoni
Marta Sansoni (Firenze, 1963) è una designer e architetto di interni italiana.

## Biografia
Si laurea in architettura all'Università di Firenze nel 1990 con una tesi ("Un edificio per il culto") pubblicato dalla stessa facoltà di architettura, selezionato nel 1991 per il Salon International de l'Architecture di Parigi, esposto nello stesso anno al Salone dell'Architettura di Milano e nel 1992 alla Triennale di Milano.
Dal 1990 al 1996 coordina presso l'università fiorentina seminari nell'ambito del corso di architettura di arredamento e di architettura degli interni. Apre anche uno studio di settore dedicato ai progetti urbani.
Subito dopo la laurea diventa una designer fissa di Alessi, dando vita in particolare a due famiglie di oggetti: Cactus! e Ba-Rock. Per Alessi disegna anche Folpo, selezionato nel 1999 nell'edizione dell'International Design Yearbook. Alcuni dei suoi prodotti sono stati esposti negli store del MoMa di New York,  del Museum of Contemporary Art (MCA) di Chicago e il Milwaukee Art Museum (MAM). Ha disegnato anche il trapano TM531 per il gruppo spagnolo Stayer. 
Dal 2007 fa parte del CID, Consiglio Italiano del Design, organismo consultivo del Ministero dei Beni e Attività culturali.

## Opere
- Marta Sansoni, Andrea Ponsi, Water. Trasparenze di vetro-Glass transparency, Editore	Metilene (in italiano e inglese) 2023 ISBN	9791281348011